# Клан Кейт

Герб вождів клану Кейт.

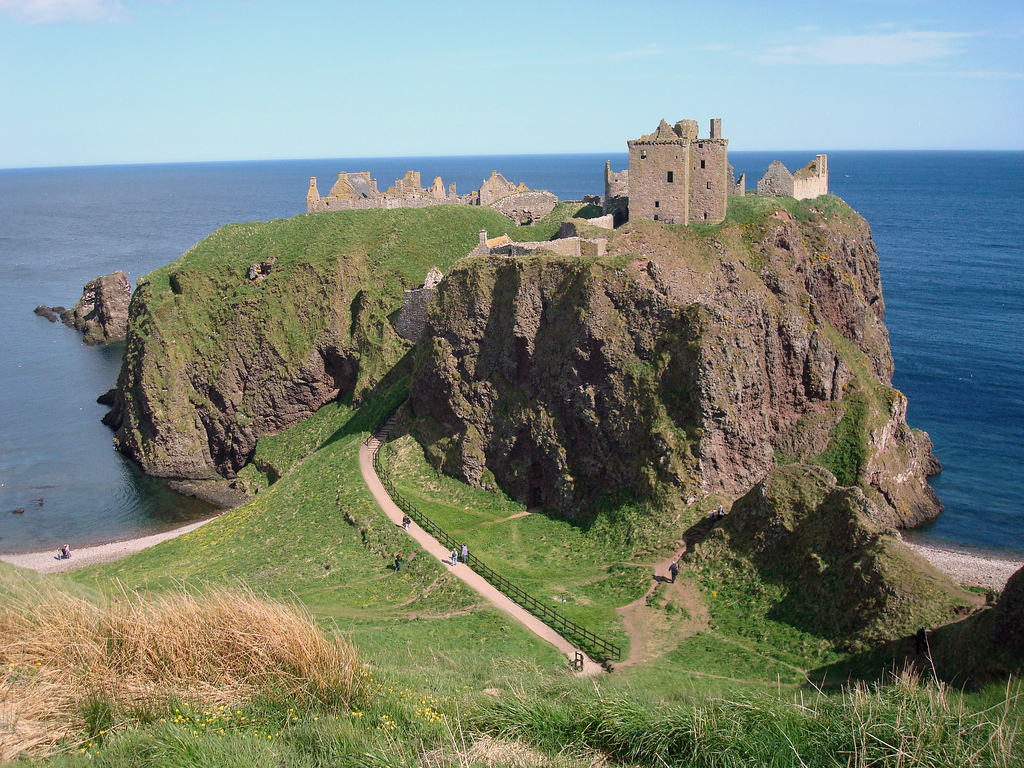
Руїни замку Дунноттар.

Клан Кейт (шотл. - Clan Keith, гельск. - Clan Ceiteach) - клан Кіт, клан Кейтех - один з кланів рівнинної частини Шотландії - Лоуленду та гірської частини Шотландії - Гайленду. Вожді клану Кіт були спадковими Головними Марішалами Шотландії.
Гасла клану: Quae amissa salva - Те, що втрачено, збережено (лат.); Veritas vincit - Істина переможе (лат.); Thay say: quhat they say: thay haif sayed: let thame say - Вони говорять: що вони говорять: вони мусять говорити: хай собі говорять (шотл.)
Військовий клич:  A Keith, Veritas Vincit!  - Кейти, правда переможе!
Землі клану: Східний Лотіан, Абердиншир, Кейтнесс
Символи клану: біла троянда, олень
Вождь клану: Джеймс Вільям Фалконер Кейт (шотл. - James William Falconer Keith) - XIV граф Кінтор
Історичні резиденції вождів клану: Замок Кейт Маршал-Хаус, замок Дунноттар, замок Феттерессо
Сучасна резиденція вождів клану: Замок Кейт-Холл (Абердиншир)
Союзні клани: Форбс, Камерон
Ворожі клани: Ірвін, Ганн

## Історія клану Кейт

### Походження клану Кейт
Назва клану Кіт (Кейт, Кейтех) має територіальне походження. Топонім Кейт приходить з Камбрії - від камбрійського слова. У сучасній валійській мові слово coed - коед означає «ліс».
Згідно історичних переказів клану, воїн з клану Хатті убив ватажка вікінгів Камуса в битві під Баррі в 1010 році. У нагороду за цю доблесть король Шотландії Малкольм II Шотландії змочив три пальці в крові загиблих і провів ними по щиту воїна в знак того, що він тепер належить до шляхти. Від того часу той воїн отримав ім’я Марвахайр Хамуйс (гельск. - Marbhachair Chamuis), що означало Вбивця Камуса.  Він став засновником лінії вождів клану Кейт і з того часу вожді клану Кейт мають на гербі три червоних смуги. Вперше такий герб в історичних документах зустрічається як герб сера Роберта Кейта у 1316 році.
Перемога короля Малкольма II в битві під Кархан у 1018 році принесла йому у володіння землі Лотіан і землі Кейт в Лотіані. Згодом ці землі були даровані Камусу Вбивці. Саме з цих земель клан отримав свою назву.
Один з вікінгів-авантюристів, що осіли в Шотландії на ймення Херві (норв. - Hervey) одружився з рідною сестрою спадкоємиці Марвахайра Хамуйса і в 1150 році король Шотландії Девід І дарував їм грамоту на володіння землями Кейт. У грамоті 1176 року їхній син був нагороджений посадою марішала королівства Шотландія. Марішаль мав обов’язки забезпечувати особисту безпеку короля Шотландії, був хранителем королівських регалій.

### XIV століття - війна за незалежність Шотландії
У 1308 майбутній король вільної Шотландії Роберт Брюс подарував королівські ліси Абердинширу своєму другові і союзнику Роберт де Кейт. Тут марішаль Кейт побудував свій замок. Його племінник - Вільям Кейт Галстон повернув серце короля Роберта Брюса в абатство Мелроуз після того, як виконуючи заповіт Роберта Брюса поховати його серце в Палестині - на святій Землі сер Джеймс Дуглас загину в битві з маврами під Теба в Андалусії. Роберт Брюс підтвердив вождям клану Кейт право на спадкову посаду марішалів  Шоттландії королівською грамотою у 1324 році. Сер Робертом де Кейт командував шотландською кавалерією в битві під Баннокберн.
Марішаль сер Роберт Кейт супроводжують молодого короля Шотландії Девіда II, коли він втік до Франції, щоб уникнути узурпації влади Едвардом Бейлліолем.

### XV століття - війни кланів
Клан Кейт ворогував з кланом Ірвін. У 1402 році клан Ірвін атакував і розгромив загони клану Кейт, що напали на землі Ірвін. Ця битві між кланами Кейт та Ірвін ввійшла в історію як битва Друмоак.
Сер Вільям Кейт Марішаль, що помер у 1407 році, одружився з спадкоємицю сера Олександра Фрейзера і внаслідок цього шлюбу отримав великі маєтки та землі в областях Бьюкен, Кінкардін і Лотіан, додав ці володіння до майна клану. Брат Вільяма - Джон Кіт одружився зі спадкоємицею клану Чейні - цей шлюб приніс клану Кейт маєтки в Іверуджі, замок Інверуджі, що потім став резиденцією вождів клану Кейт. Троє дітей сера Вільяма Кейта були одружені з дітьми короля Шотландії Роберта II, ще одна дочка дочка вийшла заміж за сера Адама Гордона - предка графів Хантлі.
У 1458 році III лорд Кейт отримав титул графа Марішал і мав найвищі повноваження в Шотландії.
Гілка клану Кейт, що жила в Кейтнессі брала участь у битві під Таннах у 1464 році, де клан Кейт був союзником клану МакКей у війні проти клану Ганн. Пізніше вони брали участь у ще одній битві, що ввійшла в історію як битва Чемпіонів у 1478 році. Це був бій між 12 чоловіками в клану Ганн і 24 чоловіками з клану Кейт. Всі люди з клану Ганн, в тому числі вождь клану були вбиті. Але клан Ганн помстився - незабаром після цього вождь клану Кейт був вбитий.

### XVI - XVII століття
Вільям Кейт - III граф Марішаль разом з графом Гленкайрн запросив Джона Нокса - релігійного реформатора повернутися до Шотландії в 1559 році. Вільям Кейт - IV граф Марішаль заснував коледж Марішаль в Абердині. Джордж Кейт - V граф Марішаль  очолював посольство в Данію, в результаті якого відбувся шлюб короля Шотландії Джеймса VI з данською принцесою Енн (Анною).
Під час громадянської війни після коронації Карла II в 1651 році Вільям Кіт - VII граф Марішаль був схоплений і ув'язнений в Тауер. Він залишався там до реставрації монархії, коли король звільнив його і призначив таємним радником, а пізніше лорд-охоронцем, як винагороду за те, що він і його родина постраждала за короля. Після коронації Карла II шотландські коронні реліквії і коштовності були заховані на землях Кейт і таким чином збережені для корони. Брат Вільяма - Джон Кейта отримав титули лицар Марішал і граф Кінтор.

### XVIII століття - повстання якобітів
Джордж Кейт - VIII граф Марішаль став Лицарем Ордену Будяка. Цю нагороду він отримав від Джеймса Френсіса Едуарда Стюарта (Старого Претендента, або як його називали в Англії - Старго Самозванця). Під час повстання якобітів у 1745 році клан Кіт підтримав повстання. У результаті Джордж Кейт - Х граф Марішаль разом зі своїм братом Джеймсом втратив всі свої землі, замки і титули - вони були конфісковані. Але ці два брата Кейт втекли з Шотландії на континент і зробили багато справ на континенті. Вони стали одними з небагатьох якобітів лицарів Ордену Підв’язки. Джордж Кейт отримав найвищий орден в Пруссії - орден Чорного Орла. Його брат Джеймс якимось чином потрапив до Росії і служив москальським імператорам, отримав орден Святого Андрія.

### XIX - ХХ століття
У 1801 році лорд Лева визнав Кейта Равелстонського і Дунноттарського Марішалом Кейт і його племінник був визнаний лицарем Марішал у 1822 році, зустрічався з королем Георгом IV в Единбурзі.
IX граф Кінтор був яскравою особистістю, але маєток Кінтор перетворився в ніщо. Але Ян Кіт - XII граф Кінтор зробив все можливе для збереження традицій, культурної спадщини клану Кейт.

## Замки клану Кейт
- Замок Кейт Марішаль-Хаус (шотл. - Keith Marischal House) - в трьох милях на південь від Пенкайтланда - Східний Лотіан. Це L-подібний замок, який датується XVI століттяv. До того на цьому місці стояв замок XIV століття і теж належав клану Кейт.
- Замок Дунноттар (шотл. - Dunnottar Castle) - стоїть на скелі Гірт - на мисі над морем за пару миль на південь від Стонхейвен, Кінкардіншир. Основне будівництво датується XII століттям, але і до того на цьому місці був потужний замок. Клан Кейт володів замком як мінімум з 1382 року, після того як клан Кейт обмінявся землями і замками з кланом Ліндсей. Замок Струхерс відійшов клану Ліндсей, а замок Дунноттар клану Кейт. Нині замок в руїнах, що включають вежу, двір, каплицю, ворота в замок, стіни, тунель. Згідно історичних переказав король Шотландії Дональд був убитий у цьому замку у 900 році. Вільям Воллес звільнив замок від англійців у 1297 році. Королева Марія Стюарт перебувала в цьому замку в замку в 1562 році. Джеймс Грем - І маркіз Монтроз невдало обложив цей замок в 1645 році. Вільям Кейт - IX граф Марішаль у цьому замку розважали короля Англії та Шотландії Карла II в 1650 році. У цьому замку були заховані регалії короля Шотландії, коли Олівер Кромвель захопив Шотландію в 1651 році. Кромвель взяв в облогу замок у 1652 році - замок тримав оборону 8 місяців і капітулював тільки тому, що цього захисники помирали від голоду. Гарнізоном замку тоді командував сер Роберт Кейт - четвертий син VI графа Марішал. У 1689 році замок захопив Вільгельм Оранський, і багато якобітів загинули захищаючи замок. Герцог Аргайл частково зруйнував замок після того як Джордж Кейт - Х граф Марішаль підтримав повстання якобітів у 1715 році.
- Замок Кіт-Холл (шотл. - Keith Hall) - у Абердинширі, відомий як Каскібен (шотл. - Caskieben) - є резиденцією вождів клану Кейт. Це Z-подібна вежа, побудована у XVI столітті.
- Замок Феттерессо (шотл. - Fetteresso Castle) - замком володів колись клан Страхан, потім замок отримав клан Кейт - замок був резиденцією вождя клану Кейт - графа Марішал на початку XIV століття.
- Замок Акергілл (шотл. - Ackergill Tower) - в декількох милях на північ від Віку, Кейтнесс башта і особняк, що датується XV ст. Башта піднімається на п'ять поверхів і колись належала клану Хейнес, але потім замком володів клан Кейт та графи Марішал з й350 року. Клан Кейт довго воював з кланом Ганн за цей замок. У 1556 році клан Кейт захищав замок від клану Сінклер. У 1612 році клан Кейт продав замок клану Сінклер. Але одразу після цього сер Роберт Кейт Бенгольм після конфлікту напав на цей замок.